# Andrea Padula
Andrea Padula (Mendrisio, 4 de abril de 1996) es un futbolista suizo. Juega como mediocampista y se encuentra en el FCU Craiova 1948 de la Liga II.

## Carrera deportiva
Comenzó su carrera en la cantera del Team Ticino, cantera del FC Lugano. Fue cedido en dos ocasiones al FC Chiasso y antes de que el club Rosso Blu lo fichará, estuvo también cedido en el AC Monza italiano en el mercado de invierno, hasta final de la temporada 2017-18. Llegó a jugar un total de 91 partidos con el Chiaso en los que marcó 10 goles. 
En julio de 2020, ficha por una temporada con opción a otra más por el  FC Wil 1900.
A principios de la temporada 2021-22, fichó por el FC Basilea un contrato que lo vinculaba al club hasta 2023. Jugó un total de veinte partidos. 
En 2022 fue fichado por un año por el AC Bellinzona.

## Clubes
| Club                   | País    | Año       |
| ---------------------- | ------- | --------- |
| Team Ticino sub-21     | Suiza   | 2014-2017 |
| F. C. Chiasso (cedido) | Suiza   | 2016-2017 |
| F. C. Lugano           | Suiza   | 2017-2018 |
| A. C. Monza (cedido)   | Italia  | 2018      |
| F. C. Chiasso          | Suiza   | 2018-2020 |
| F. C. Wil 1900         | Suiza   | 2020      |
| F. C. Basilea          | Suiza   | 2020-2022 |
| A. C. Bellinzona       | Suiza   | 2022-2023 |
| FCU Craiova 1948       | Rumania | 2023-     |